# Wernitzgrün

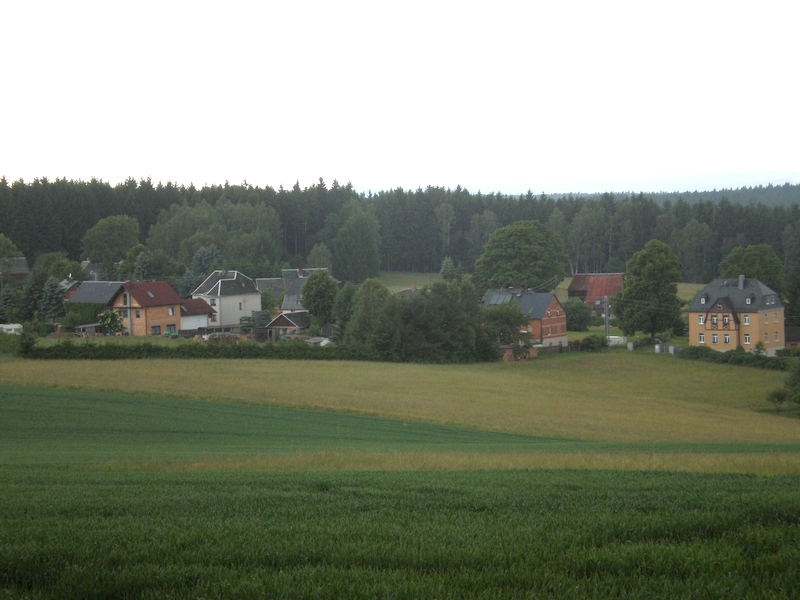
Wernitzgrün, Landwüster Straße

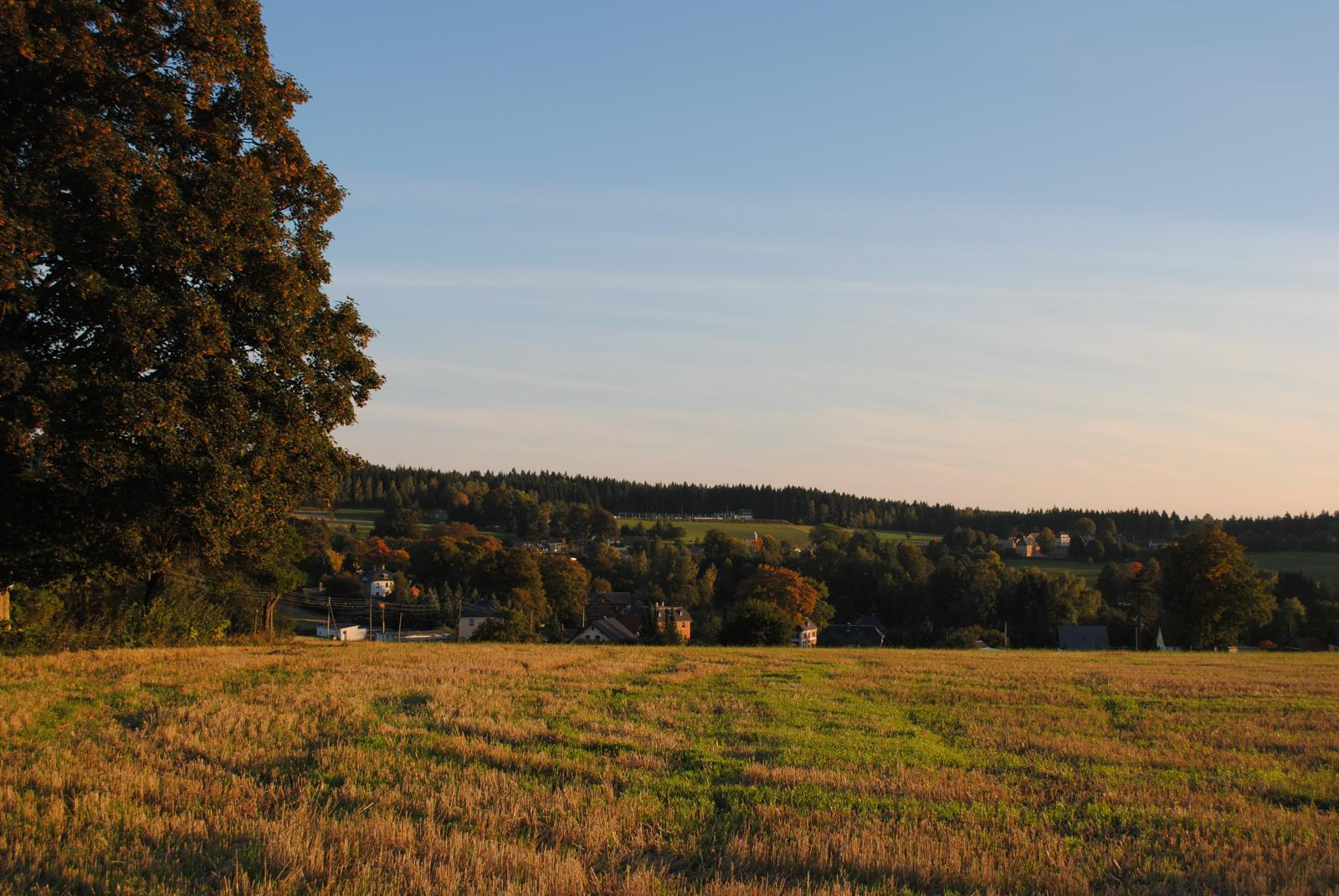
Wernitzgrün, Blick vom Hofgarten

Wernitzgrün ist ein Ortsteil der Stadt Markneukirchen im sächsischen Vogtlandkreis. Die Eingemeindung nach Erlbach erfolgte am 1. Januar 1999, und mit dieser Gemeinde kam Wernitzgrün am 1. Januar 2014 zur Stadt Markneukirchen.

## Geographie

### Lage
Der von Wäldern umgebene höchstgelegene Ortsteil (bis 700 Meter) der Musikstadt Markneukirchen im obervogtländischen Musikwinkel grenzt im Südosten an die Staatsgrenze zu Tschechien. Im Ort befindet sich ein seit 2008 auch wieder für den Autoverkehr geöffneter Straßengrenzübergang nach Luby (Schönbach) in Tschechien. In der Nähe liegen die Badeorte Bad Elster, Bad Brambach, Franzensbad, Marienbad und Karlsbad im sächsisch-tschechischen „Bäderfünfeck“. Nach der Klassifizierung des DDR-Forschungsinstituts für Bioklimatologie aus dem Jahr 1978 eignet sich das Klima von Wernitzgrün „in besonderem Maße für den Aufenthalt von Herz- und Kreislaufkranken“. Wernitzgrün liegt im Elstergebirge und gehört zum Naturpark Erzgebirge/Vogtland.

### Nachbarorte
| Markneukirchen | Hetzschen                                   | Eubabrunn                   |
| Schönlind      | Kompassrose, die auf Nachbargemeinden zeigt |                             |
| Landwüst       |                                             | Horní Luby (Ober Schönbach) |

## Geschichte

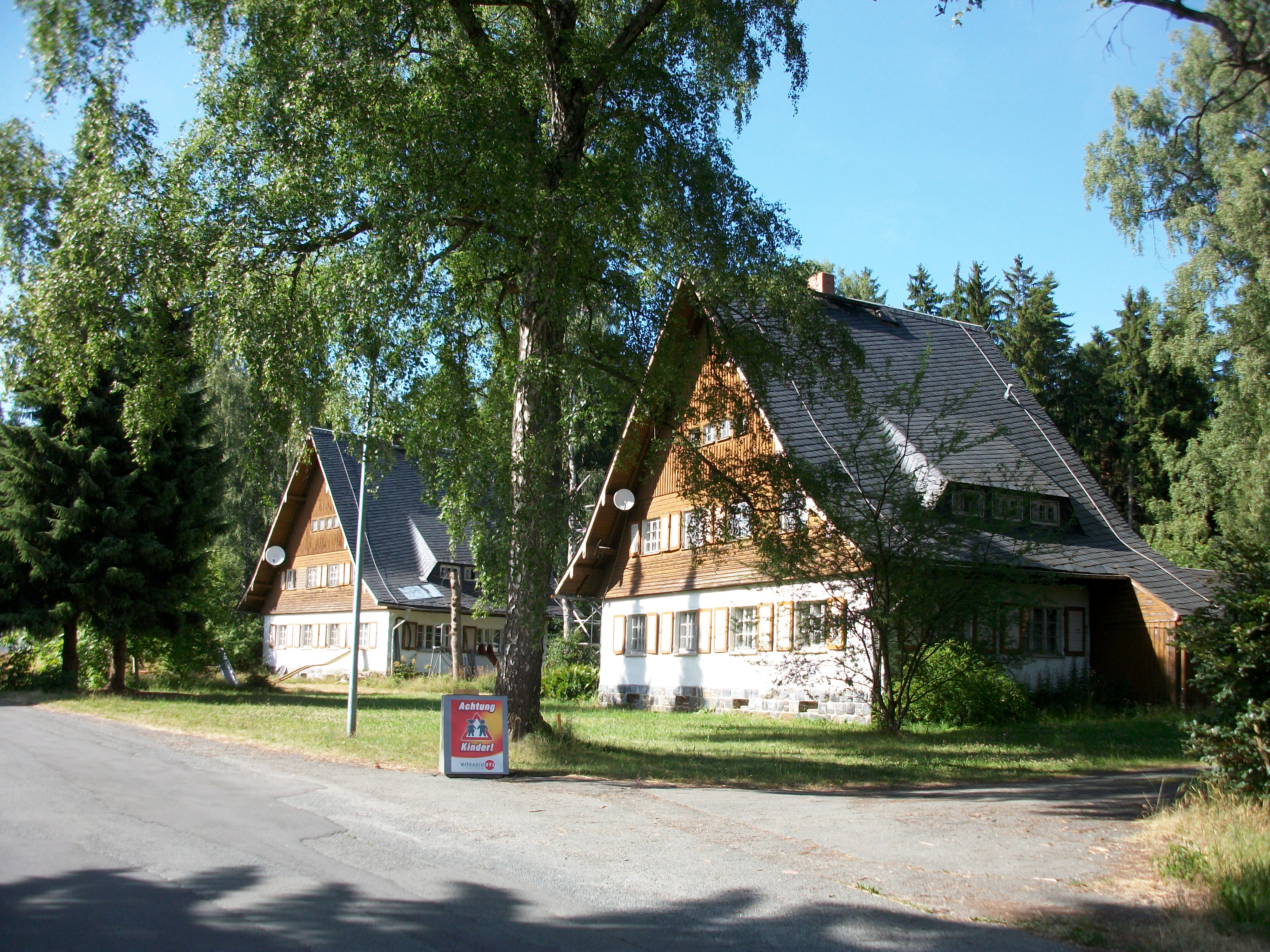
Zollhäuser Wernitzgrün

Das Dorf Wernitzgrün wurde im Jahr 1378 als „Wernesgrune“ erstmals urkundlich erwähnt, nachdem bereits 1185 eine erste Gründung böhmischer Aussiedler bestanden haben soll. Um 1350 lag der Ort nach dem Ortsnamenbuch von Sachsen wüst.  Erst im 18. Jahrhundert ließ das Rittergut Erlbach „untern Teils“ hier ein Vorwerk und Häuser für Erlbacher Fröner errichten. Wernitzgrün gehörte bis 1856 zum kursächsischen bzw. königlich-sächsischen Amt Voigtsberg, nach 1856 zum Gerichtsamt Markneukirchen und ab 1875 zur Amtshauptmannschaft Oelsnitz.
Um 1800 war Wernitzgrün der Grenzort, über den der Weimarer Dichterfürst Johann Wolfgang von Goethe mehrere seiner Reisen in die böhmischen Bäder Karlsbad, Franzensbad und Marienbad 
("Marienbader Elegie") unternahm.  
In der Zeit des Nationalsozialismus war Wernitzgrün mit zwei Gasthöfen und Privatquartieren Zielort der politischen Ferienorganisation „Kraft durch Freude“ und zeitweilig eine „Sommerfrische“ für prominente Filmschaffende um den Regisseur Veit Harlan (1901–1964), der mit seiner schwedischen Frau und Filmschauspielerin Kristina Söderbaum (1912–2001) ein altes Gehöft am sogenannten Pascherberg dafür hergerichtet hatte. Harlan, der den antisemitischen NS-Propagandafilm Jud Süß gedreht hatte, verbrachte mit zahlreichen damals populären Schauspielern, wie Heinrich George oder Paul Klinger, Ferientage in Wernitzgrün. Harlans Bruder Peter (1898–1966), betrieb um diese Zeit im benachbarten Markneukirchen seine Werkstatt für Instrumentenbau.
Am 3. Oktober 1938 kehrte Adolf Hitler mit einigem propagandistischem Aufwand nach der Annexion des Sudetenlandes infolge des Münchner Abkommens über den Grenzübergang Wernitzgrün nach Deutschland zurück. Am Ende des Zweiten Weltkriegs hatte sich die Stabsabteilung der sogenannten „Kampfgruppe Mangold“ der Wehrmacht im „Gasthof zur Linde“ einquartiert, um von hier Spähtruppunternehmen gegen die anrückenden Besatzungstruppen der US-Armee im Raum Eger zu unternehmen. Die Amerikaner besetzten Wernitzgrün am 8. Mai 1945 aus Richtung Landwüst.
Die erst 1935 bis 1937 neu errichteten großzügigen Baulichkeiten am Grenzübergang mit dem Zollamt und vier Zweifamilienhäusern wurde in der DDR-Zeit ab 1966 zur „Erholungsanlage des Zentralkomitees der SED“ umgestaltet. Ein ständiges Wachkommando des Volkspolizeikreisamtes (VPKA) Klingenthal sorgte dafür, dass die Mitglieder des ZK der SED, hohe Parteifunktionäre und ausländischen Gäste in dem eingezäunten, streng abschirmten Waldgebiet unter sich blieben. Dorfbewohner hatten nur als Arbeitskräfte Zugang.
Durch die zweite Kreisreform in der DDR kam die Gemeinde Wernitzgrün im Jahr 1952 zum Kreis Klingenthal im Bezirk Chemnitz (1953 in Bezirk Karl-Marx-Stadt umbenannt), der im Jahr 1990 als sächsischer Landkreis Klingenthal fortgeführt wurde und 1996 im Vogtlandkreis aufging.
Am 1. Januar 1999 erfolgte die Eingemeindung Wernitzgrüns nach Erlbach. Beim Zusammenschluss Erlbachs mit der Stadt Markneukirchen 2014 wurde Wernitzgrün ein Ortsteil der Musikstadt. Heute hat der Ort etwa 330 Einwohner. Es gibt einen Fußballverein, eine Freiwillige Feuerwehr, einen Schützenverein sowie eine Schalmeienkapelle. Vor dem Ersten Weltkrieg war Wernitzgrün mit über 20 Drechslereien der Hauptstandort für die Fertigung von Wirbeln für Streichinstrumente. Die  Meisterwerkstatt für den Klarinettenbau von Rolf Meinel (Deutscher Musikinstrumentenpreis 1992 und 2000) besuchte der damalige Bundeskanzler Gerhard Schröder im Jahr 2000 auf seiner ersten Reise durch die neuen Bundesländer.
Bis 2022 trug Wernitzgrün den Titel „staatlich anerkannter Kurort“ (Luftkurort).

## Entwicklung der Einwohnerzahl
| Jahr | Einwohnerzahl               |
| ---- | --------------------------- |
| 1583 | 5 besessene Mann, 2 Häusler |
| 1764 | 4 besessene Mann            |
| 1834 | 208                         |
| 1871 | 411                         |

| Jahr | Einwohnerzahl |
| ---- | ------------- |
| 1890 | 557           |
| 1910 | 684           |
| 1925 | 693           |
| 1939 | 657           |

| Jahr | Einwohnerzahl |
| ---- | ------------- |
| 1946 | 698           |
| 1950 | 690           |
| 1964 | 531           |
| 1990 | 378           |

## Öffentlicher Nahverkehr
Der Ort ist mit der vertakteten RufBus-Linie 32 des Verkehrsverbunds Vogtland an Markneukirchen angebunden. Dort besteht Anschluss zur PlusBus-Linie 30 nach Adorf und Bad Elster.

## Söhne und Töchter des Ortes
- Helmar Meinel (* 1928), Autor